# فوج كوسوفو
فوج كوسوفو ( (بالألبانية: Regimenti Kosova)‏، (بالصربية: Косовски пук)‏ تم إنشاء وحدة عسكرية تابعة للمحور بعد الاستسلام الإيطالي في نوفمبر 1943 في كوسوفسكا متروفيتشا، إقليم القائد العسكري في صربيا ( كوسوفو الحديثة) من قبل ألمانيا النازية، التي تتكون من ألبان محليين.

## خلفية
بعد استسلام إيطاليا في الحرب، ساعد ظافر ديفا في تشكيل حكومة مؤقتة تحت الاحتلال الألماني وأنشأ رابطة بريزرين الثانية إلى جانب القوميين الألبان الآخرين. تم تأسيس فوج كوسوفو كتشكيل عسكري لرابطة بريزرين الثانية. تأسس الفوج من قبل اللجنة المركزية للرابطة الثانية لبريزرن. عهد الألمان بإنشاء فوج كوسوفو إلى باجيت بوليتيني.
كان عدد الألبان الذين انضموا إلى هذا الفوج حوالي 1000  أو 1500.

## أنشطة
في 3 ديسمبر 1943، قتل الفوج 30 صربيًا في قرية راكوش، وفي 4 ديسمبر، قتل الفوج 34 صربيًا في تشاكوفيتشا و36 صربيًا آخرين في قرية سيغا.
تم استخدام هذا الفوج ضد الثوار في المناطق المجاورة.
ما بين 4 و7 ديسمبر 1943، أمر 400 جندي من فوج كوسوفو شافر ديفا بعمليات القتل الجماعي التي ارتكبت من المحليين الصرب و الجبل الأسود، مما أسفر عن مقتل 300 شخصا على الاقل.